# George Germain, 1:e viscount Sackville
George Germain, 1:e viscount Sackville, född den 26 januari 1716, död den 26 augusti 1785, var en brittisk militär och politiker. Han var son till Lionel Sackville, 1:e hertig av Dorset och far till Charles Sackville-Germain, 5:e hertig av Dorset.
Sackville bar till 1770 titeln lord George Sackville, därpå till 1782 titeln lord George Germain (antagen av arvsskäl) och upphöjdes 1782 till viscount Sackville. Han deltog 1745 med utmärkelse i slaget vid Fontenoy, blev 1755 generalmajor och 1758 befälhavare över de engelska trupperna i Ferdinands av Braunschweig armé. För sin vägran i slaget vid Minden (den 1 augusti samma år) att på Ferdinands order låta det engelska kavalleriet rycka fram, varigenom en avgörande seger skulle ha vunnits, ställdes han inför krigsrätt och ströks ur arméns rullor (1760). Han misstänktes 1769 utan skäl för att vara Juniusbrevens författare.
Från 1775–1779 kolonialminister i lord Norths ministär, vilket inkluderade tiden för den amerikanska självständighetsförklaringen och det efterföljande frihetskriget.